# Sentosa

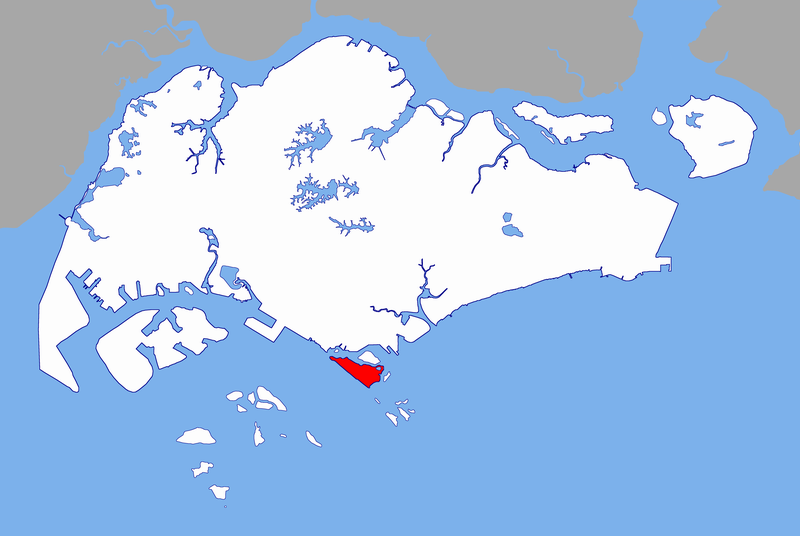
Poloha ostrova Sentosa

Sentosa (anglicky Sentosa, čínsky 圣淘沙, malajsky Sentosa, tamilsky செந்தோசா) je ostrov Singapuru, má rozlohu téměř 5 km² (1,9 čtverečních mil).

## Geografie
Leží jen půl kilometru (čtvrt míle) od jižního pobřeží hlavního ostrova Singapur. Je to čtvrtý největší ostrov státu Singapuru, je koncipován jako zábavní park. S hlavním ostrovem Singapuru je ostrov Sentosa spojen Sentosa Expresem (jednokolejný vlak), lanovkou a jedinou silnicí.
Ostrov je rozdělen do několika sekcí:
- Imbiah Lookout,
- Resorts World (ve výstavbě od roku 2010, otevřeno 2012),
- Serapong.

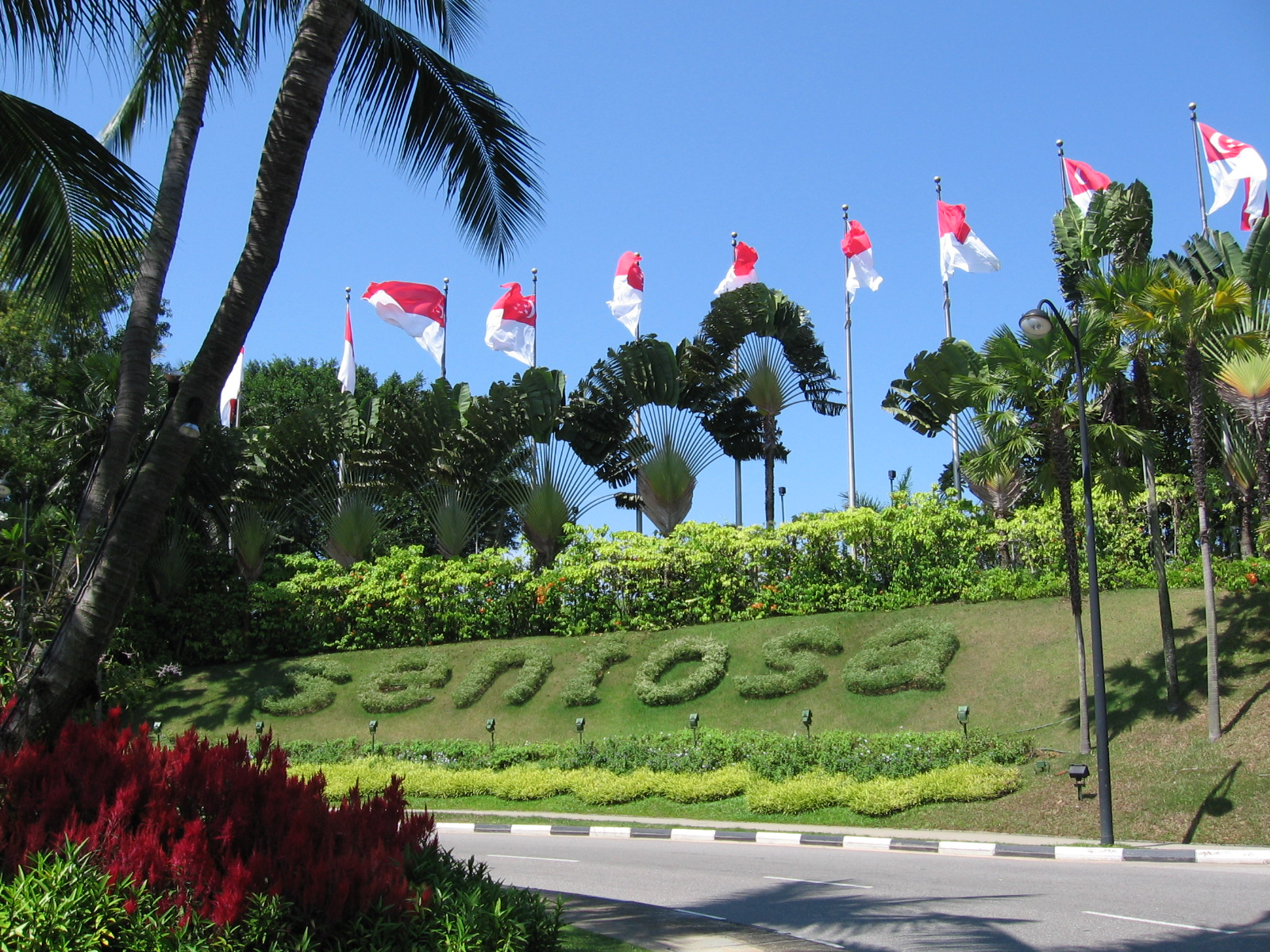
Sentosa

Ostrov Sentosa je známý jako místo konání singapurského summitu Severní Korea–Spojené státy americké v roce 2018, kde se v hotelu Capella setkali severokorejský vůdce Kim Čong-un a americký prezident Donald Trump. Jednalo se o vůbec první setkání vládců Severní Koreje a Spojených států.
Na ostrově se nachází nejvyšší socha symbolu Singapuru Merliona a v jediné obnovené pobřežní dělostřelecké baterii je vojenské muzeum Pevnost Siloso.

## Některé atrakce
- Pláže Palawan, Siloso a Tanjong.
- Butterfly Park and Insect Kingdom (Motýlí park a království hmyzu)
- Sentosa 4D Adventureland (čtyřrozměrné divadlo)
- Madame Tussauds Singapore (součást celosvětového řetězce voskových atrakcí Madame Tussauds)
- Hydrodash Sentosa (vodní park na pláži Palawan)
- Universal Studios Singapore (zábavní park se sedmi tematickými zónami, umístěný v Resorts World Sentosa)